# Marine Aircraft Group 24
24ème Groupe aérien du Corps des Marines
Le Marine Aircraft Group 24 (ou MAG-24) est un groupe aérien actif du Corps des Marines des États-Unis  basé à la Marine Corps Air Station Kaneohe Bay à Hawaï qui est actuellement composée de deux escadrons de V-22B Osprey, d'un escadron de Drone Boeing Insitu RQ-21 Blackjack (en), d'un escadron de maintenance et de logistique et d'un escadron de soutien. Ils relèvent du commandement de la 1st Marine Aircraft Wing et du III Marine Expeditionary Force.

## Mission
Fournir des forces d'aviation expéditionnaires prêtes au combat capables d'être employées dans le monde entier à court préavis à une force opérationnelle terrestre aéronavale.

## Unités subordonnées
Les unités actuelles du MAG-24  :
- HMH-463 "Pegasus" (désactivé en avril 2022)
- HMLA-367 "Scarface" (désactivé en avril 2022)

| Code     | Insigne | Escadron                                  | Surnom          | Aéronef                            |
| -------- | ------- | ----------------------------------------- | --------------- | ---------------------------------- |
| VMM-268  |         | Marine Medium Tiltrotor Squadron 268      | Red Dragons     | V-22Osprey                         |
| VMM-363  |         | Marine Medium Tiltrotor Squadron 363      | Lucky Red Lions | V-22Osprey                         |
| VMU-3    |         | Marine Unmanned Aerial Vehicle Squadron 3 | Phantoms        | Boeing Insitu RQ-21 Blackjack (en) |
| MALS-24  |         | Marine Aviation Logistics Squadron 24     | Warriors        |                                    |
| MWSS-174 |         | Marine Wing Support Squadron 174          | Gryphons        |                                    |

## Historique

### Origine

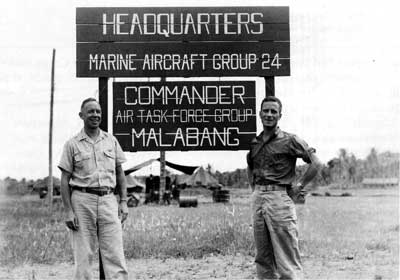
MAG-24 aux Philippines

Le MAG-24 a été activé avec le Marine Aircraft Group 23 (MAG-23) à la Marine Corps Air Station Ewa (en) (Hawaï), proche de la Naval Air Station Barbers Point, le 1er mars 1942 et attaché à la 2nd Marine Aircraft Wing (2d MAW) (qui n'avait été activée qu'en janvier 1941). L'activation de MAG-24 et MAG-23 était le résultat d'une refonte organisationnelle majeure de l'aviation maritime qui comprenait l'activation des MAG-11, MAG-12 et MAG-14 au Camp Kearny (en), en Californie, MAG-13 à San Diego et MAG-22 à Midway.